# Lingua cassita
La lingua cassita era la lingua parlata dai Cassiti, popolazione del Vicino Oriente antico vissuta nei monti Zagros e nella Bassa Mesopotamia approssimativamente dal XVIII al IV secolo a.C. Una dinastia cassita governò la Babilonia dal XVI al XII secolo a.C., quando venne rovesciata da una campagna condotta dagli Elamiti. Poiché durante il periodo cassita di Babilonia nei testi scritti vennero utilizzate principalmente la lingua accadica, parlata dai nativi babilonesi e usata soprattutto per le transazioni economiche, e la lingua sumera, attestata come lingua liturgica e solenne per le iscrizioni monumentali, sono sopravvissute pochissime attestazioni della lingua cassita.
Proprio in virtù di questa scarsità di testimonianze la lingua cassita è difficilmente classificabile, sebbene sia molto probabile che essa non sia una lingua semitica; infatti, è stata talvolta accostata al ceppo hurro-urarteo. Rimane tuttavia questa affiliazione incerta e nel corso degli anni ha generato una vasta gamma di speculazioni, fino a collegarla al sanscrito. 
Allo stato, comunque, è classificata come lingua isolata, cioè senza relazioni attestate con altre famiglie linguistiche.

## Vocabolario
Sulla base della distribuzione irregolare dei testi cuneiformi esistenti, sono state individuate poche tracce della lingua cassita. La mancanza di testi redatti interamente in lingua cassita rende attualmente impossibile la ricostruzione della sua grammatica.
I termini attualmente noti sono:
- Un vocabolario bilingue cassita-babilonese con 48 voci, che elenca equivalenti bilingue di nomi di divinità, nomi comuni, verbi e aggettivi, come dakaš "stella", hašmar "falco", iašu "paese", janzi "re", mašḫu "divinità", miriaš "mondo inferiore", simbar "giovane", e šimdi "dare";[2]
- Le traduzioni di 19 nomi personali cassiti sulla quarta colonna di un elenco di nomi di epoca neo-assira (che a volte contraddice le informazioni fornite nel vocabolario cassita-babilonese);[3]
- Riferimenti sparsi negli elenchi lessicali accadici agli equivalenti cassiti di nomi divini, piante, ecc. Ad esempio, i nomi di piante inclusi nella farmacopea babilonese di 4 tavolette, uru.an.na = maštakal, come ḫašimbur, kuruš, pirizaḫ e šagabigalzu, e termini nell'elenco dei sinonimi di 8 tavolette Malku = šarru, come allak "cerchio" (di una ruota), e ḫameru "piede";
- Molti nomi propri riscontrati in una varietà di documenti in lingua accadica, provenienti principalmente da Babilonia (soprattutto nel periodo 1360-850 a.C.), da Nuzi e dall'Iran, che riportano nomi di divinità, persone, luoghi ed equini;
- Termini tecnici relativi alla zootecnia, inclusi marchi e designazioni cromatiche di cavalli e asini, trovati nei documenti accadici, come quelli trovati in un elenco di nomi di cavalli cassiti, sambiḫaruk, il cui significato rimane sconosciuto,[4] alzibadar, ḫulalam, lagaštakkaš, pirmaḫ, šimriš e timiraš. Designazioni di colore e marcatura degli equini: iškamdi, "morso" (per un cavallo); akkandaš, "raggio" (di una ruota), kamūsaš e šaḫumaš per parti in bronzo di un carro;
- Parole cassite sparse, come il titolo bugaš, dardaraḫ, un piccolo ornamento di metallo, e baziḫarzi, un oggetto in pelle, in un contesto accadico.

I morfemi non sono noti, ma le parole buri (sovrano) e burna (protetto) hanno probabilmente la stessa radice.

## L'ipotesi hurrita
Sulla base di quanto è sopravvissuto del suo apparato lessicale è stata suggerita dal linguista tedesco Thomas Schneider l'appartenenza della lingua alla famiglia hurro-urartea. Tuttavia, non è chiaro se il cassita fosse una lingua distinta o semplicemente un dialetto meridionale dell'hurrita. Se fosse quest'ultima ipotesi, si potrebbe supporre che i Cassiti fossero semplicemente una tribù di hurriti giunta in Mesopotamia da nord. D'altra parte se fosse vera la prima ipotesi, si potrebbe eventualmente intuire un areale per la famiglia l'hurro-urartea più ampio e più significativo di quanto fino ad ora osservato dagli storici abbiano osservato.